# گالاتسی (رومانی)
شهر گالاتسی (به رومانیایی: Galaţi) در شهرستان گالاتسی در کشور رومانی واقع شده‌است.
جمعیت این شهر ۲۹۸٬۸۶۱ نفر است.
در ارتفاع ۵۵ متر از سطح دریا واقع شده‌است.